# 雅典政制 (亚里士多德)
《雅典政制》是古希腊哲学家亚里士多德或其门徒的作品，该作品主要描述了古雅典的政治体制，通称为亚略巴古法典。《雅典政制》不同于亚里士多德的其他作品，发现于1879年埃及俄克喜林库斯。该作品的发现极大地填补了学术界对古代雅典政治体制的认知。

## 書目

### 翻譯
比較重要的學術翻譯有：
- P. J. Rhodes編、A. Zambrini譯，La costituzione degli ateniesi，Fondazione Lorenzo Valla Mondadori米蘭2016年版